# Уползы (Новгородская область)
Уползы — деревня в Солецком районе Новгородской области.

## География
Находится в западной части Новгородской области на расстоянии приблизительно 9 км на юго-восток по прямой от районного центра города Сольцы на правом берегу речки Колошка.

## История
На карте 1847 года уже была обозначена как сельцо. В 1909 году здесь (усадьба Старорусского уезда Новгородской губернии) было учтено 5 дворов. До 2020 года входила в состав Выбитского сельского поселения.

## Население
Численность населения: 14 человек (1909 год), 7 (русские 100 %) в 2002 году, 4 в 2010.